# Val Settimana
La Val Settimana è una valle alpina delle Prealpi Carniche, all'interno delle Dolomiti Friulane (provincia di Pordenone), posta nella parte settentrionale del Parco naturale delle Dolomiti Friulane, al confine con la Carnia a nord (Alta Val Tagliamento), confinante con la Val Tramontina ad est e la Val Cimoliana a ovest. Prende origine dal paese di Claut dirigendosi verso nord-est ed è percorsa dal torrente Settimana.

## Geografia fisica

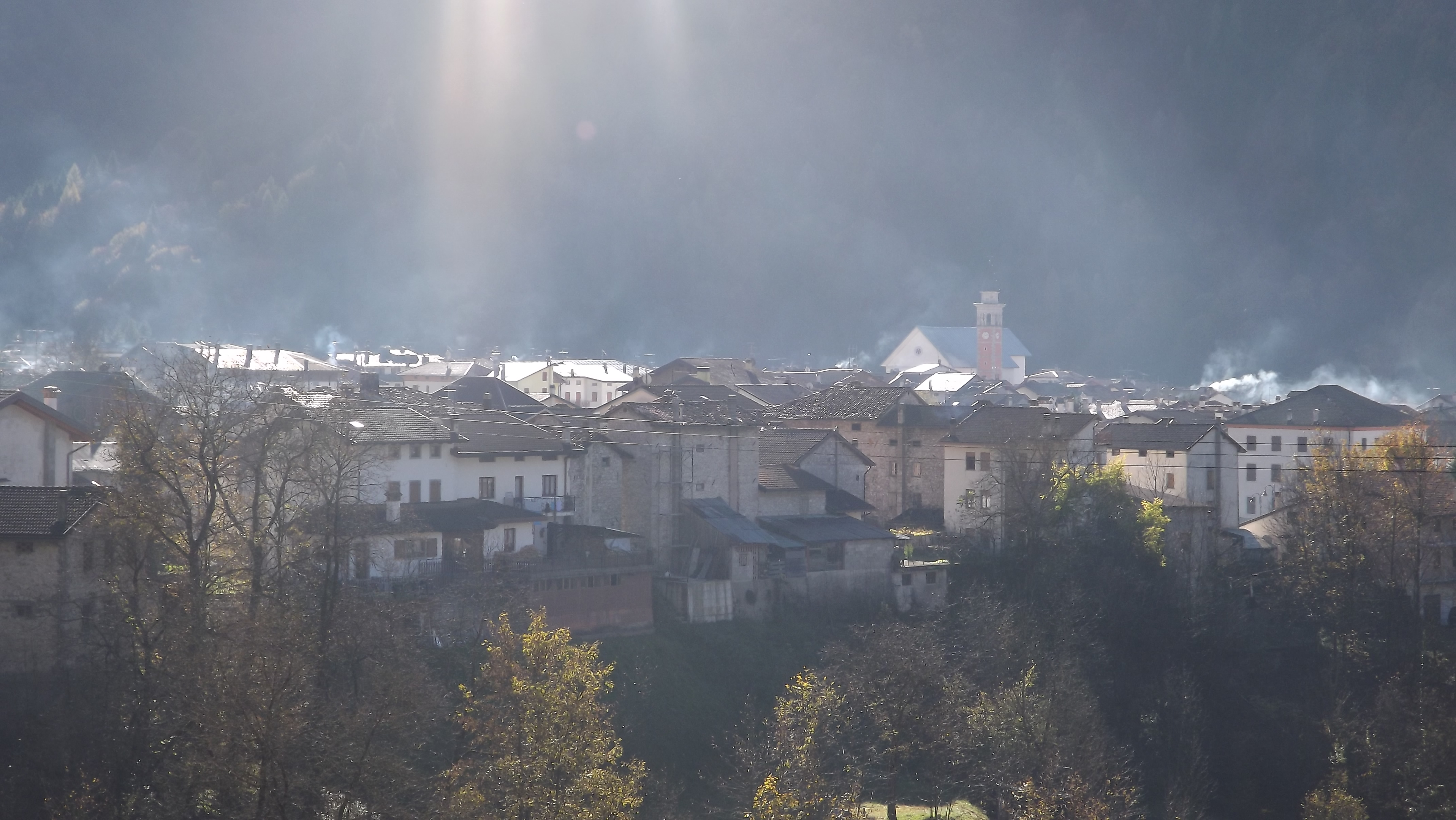
L'abitato di Claut

Sale in direzione nord-est fra le cime dei monti Turlon (2.313 m) e Vacalizza (2.266 m) a ovest e Ciol di Sass (2.072 m) e Cornaget (2.323) a est. Anche questa vallata è molto stretta e le pareti calcareo-dolomitiche delle cime circostanti incombono direttamente sul greto ghiaioso del torrente. Alla testata della valle, denominata località Pussa (dal nome dialettale "putha", che significa puzza) si trovano le omonime sorgente solfo- ferro-magnesiaca, una malga ed un rifugio alpino di proprietà della sezione di Claut del Club Alpino Italiano, gestito dal 2017 da Ezio Conti.
La valle è lunga circa 15 km ed è priva di insediamenti umani, ad eccezione del citato rifugio e di alcune casere.